# Asti spumante
Pour les articles homonymes, voir Asti (homonymie).
L'Asti spumante (ou Asti) est un vin blanc mousseux italien de la région Piémont doté d'une appellation DOCG depuis le 14 novembre 1977. Seuls ont droit à la DOCG les vins blancs récoltés à l'intérieur de l'aire de production définie par le décret.

## Aire de l'appellation

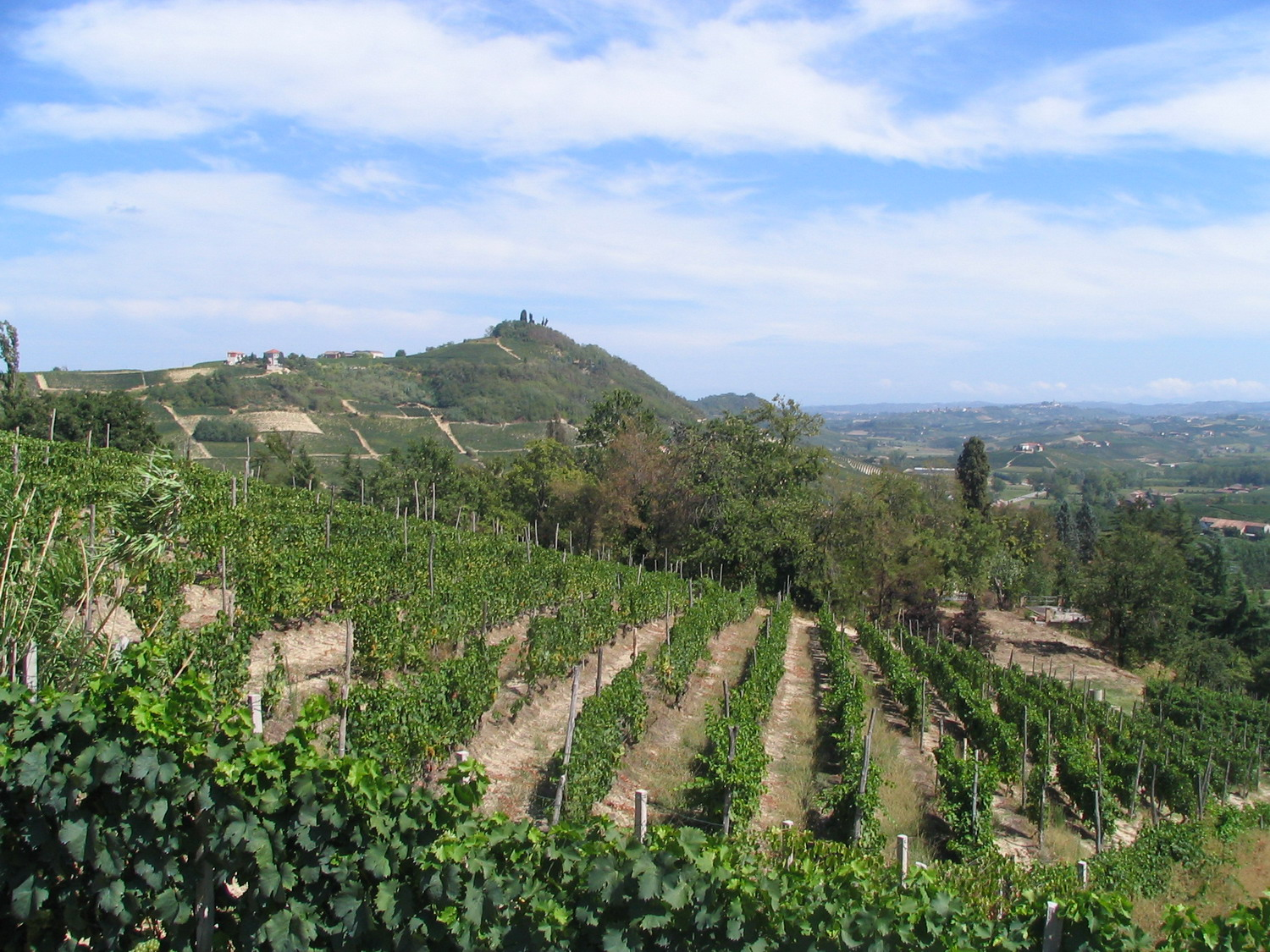
Vignoble de Costigliole d'Asti

Les vignobles autorisés se situent dans les provinces d'Asti, Coni et Alexandrie.
Les communes sont :
- Province d'Asti : Bubbio, Calamandrana, Calosso, Canelli, Cassinasco, Castagnole delle Lanze, Castel Boglione, Castelletto Molina, Castelnuovo Belbo, Castel Rocchero, Cessole, Coazzolo, Costigliole d'Asti, Fontanile, Incisa Scapaccino, Loazzolo, Maranzana, Mombaruzzo, Monastero Bormida, Montabone, Nizza Monferrato, Quaranti, San Marzano Oliveto, Moasca, Sessame, Vesime, Rocchetta Palafea et San Giorgio Scarampi ;
- Province de Coni : Camo, Castiglione Tinella, Cossano Belbo, Mango, Neive, Neviglie, Rocchetta Belbo, Serralunga d'Alba, Santo Stefano Belbo, Santa Vittoria d'Alba, Treiso, Trezzo Tinella, Castino, Perletto et les hameaux Como et San Rocco Seno d'Elvio faisant partie d'Alba ;
- Province d'Alexandrie : Acqui Terme, Alice Bel Colle, Bistagno, Cassine, Grognardo, Ricaldone, Strevi, Terzo et Visone.

La surface de vignes de Muscat blanc est de 9 935 hectares, partagée entre plus de 6 800 viticulteurs. La zone de production est située sur les pentes de collines sur la rive droite du Tanaro, dans le Montferrat et les Langhes. Ce vin typique était déjà produit dans ces deux régions historiques piémontaises au XIIIe siècle.
Le titre alcoométrique volumique total minimum est de 12 %, dont 7 % à 9,5 % d'alcool contenu dans le vin. Le vin mousseux contient encore du sucre.

## Caractéristiques organoleptiques
- couleur : jaune paille à jaune or avec une mousse légère et de fines bulles.
- odeur : caractéristique du muscat, prononcé, délicat.
- saveur : délicatement doux, caractéristique du muscat, équilibré.

## Production
Province, saison, volume en hectolitres :
| Années  | Alexandrie | Asti       | Coni       |
| ------- | ---------- | ---------- | ---------- |
| 1991/92 | -          | _          | 243 646,0  |
| 1992/93 | -          | -          | -          |
| 1993/94 | -          | -          | 288 046,0  |
| 1994/95 | 97 771,93  | 254 688,92 | 285 476,15 |
| 1995/96 | 91 783,9   | 235 778,0  | 247 877,0  |
| 1996/97 | 102 041,95 | 271 356,68 | 314 841,2  |

## Anecdote
À la question « quelle est votre drogue favorite ? » que lui pose Bernard Pivot dans le questionnaire de son émission Bouillon de culture du 5 avril 1996, Sœur Emmanuelle répond « l'asti spumante » qu'elle précise préférer au champagne.